# Pero Pardo de Cela
Pour les articles homonymes, voir Pardo.

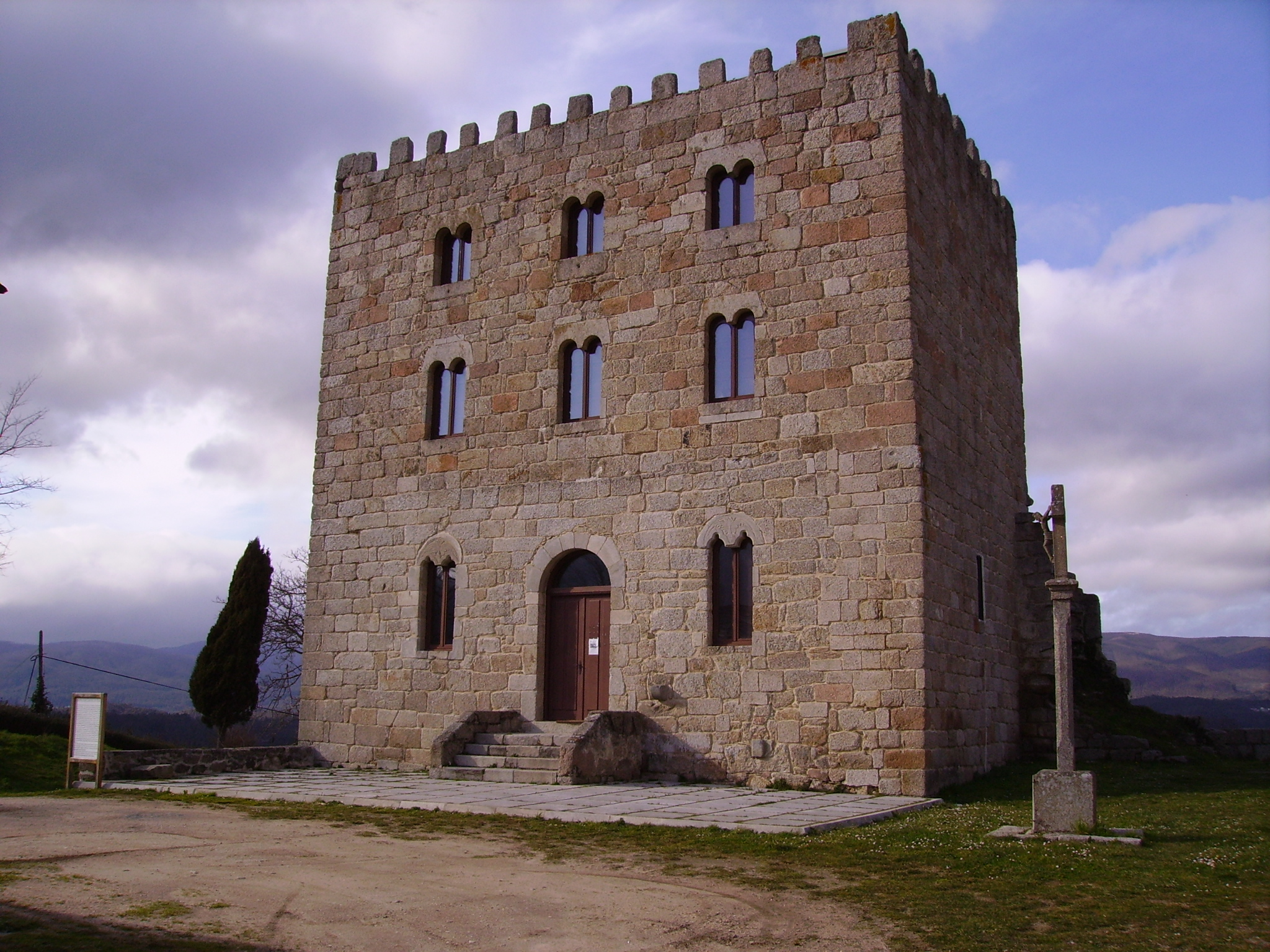
Tour restaurée de la forteresse Castrodouro, située à Alfoz dans la province de Lugo, ayant appartenu a Pero Pardo de Cela. Forteresse mythifiée par l'historiographie galléguiste. En 2006 y furent organisées des journées consacrées à Pardo de Cela.

Pedro Pardo de Cela Aguiar e Ribadeneira (Betanzos, vers 1425 - Mondoñedo, 1483),  connu aussi comme Don Pedro Pardo de Cela, est un noble galicien du  XVe siècle exécuté le 17 décembre 1483 devant la cathédrale de Mondoñedo par ordre du gouverneur du royaume de Galice nommé par les Rois Catholiques. Pero Pardo de Cela est peu étudié par l'historiographie, les différents épisodes de sa vie, symbolisent  la lutte pour conserver des caractéristiques autochtones face à la domination des rois catholiques, ces épisodes sont connus essentiellement par les légendes et la littérature populaire de Galice. 
Après la mort d'Henri IV de Castille en 1474, lors de  guerre de succession de Castille, qui oppose Isabelle la Catholique et La Beltraneja Pardo de Cela et son clan, contrairement à la majorité de la noblesse galicienne, sont partisans d'Isabelle contre Jeanne. Mais Pardo de Cela  ne se soumet pas à la politique de contrôle de la noblesse, et il entre en conflit avec les rois catholiques. En 1476 il est destitué de la mairie de Viveiro par les Rois Catholiques. Le 10 juin 1478 les rois lui enjoignent d'honorer ses dettes avec la couronne  et le 26 du mois Ferdinand II d'Aragon lui interdit de construire des forteresses, d'utiliser les ports et d'entrer dans sa  ville de  Viveiro  et toute la comarque, sous peine de confiscation. Cette même année les Rois Catholiques écrivent aux mairies de Ortigueira et Mondoñedo pour qu'ils ne le laissent pas entrer dans leurs territoires. 